# Рассихин, Борис Андреевич
Борис Андреевич Рассихин (укр. Борис Андрійович Рассихін; 27 апреля 1937, Москва — 16 марта 2021, Львов) — советский футболист, украинский футбольный тренер. Полузащитник, большую часть карьеры провел в «Шахтёре» (Сталино), также выступал за «Карпаты» (Львов) и «Нефтяник» (Дрогобыч).

## Биография

### Клубная карьера
Вырос в Черкизово, возле стадиона «Сталинец» (ныне «РЖД Арена»), где находилась база «Шахтёра» (Сталино).
Селекционеры «Шахтёра» отметили игру молодого игрока, и 1956 году пригласили в клуб, где он провел 6 лет и сыграл более 70 матчей. Когда в 1963 году были основаны львовские «Карпаты», был приглашён в их состав. 21 апреля 1963 дебютировал в первом официальном матче за «Карпаты» против гомельского «Локомотива».
Завершил свою игровую карьеру в 1967 году в дрогобычском «Нефтянике».

### Тренерская карьера
После завершения футбольной карьеры стал работать тренером «Шахтёра» (Червоноград). Затем тренировал «Нефтяник» (Дрогобыч) и «Авангард» (Стрый).
В 1974—1978 и 1981—1983 годах помогал тренировать львовские «Карпаты» и «СКА-Карпаты». Одним из самых известных его воспитанников является Андрей Баль. Также руководил такими клубами, как «Буковина» (Черновцы), «Прикарпатье» (Ивано-Франковск).
После возрождения в 1989 году клуба «Карпаты» (Львов) был приглашен на должность главного тренера.

### Личная жизнь
Проживал во Львове. Был женат, воспитал сына и дочь.

## Достижения

### В качестве игрока
- Обладатель Кубка СССР (2): 1961, 1962

### В качестве тренера
- Серебряный призёр Чемпионата УССР: 1980

### Почётные звания
- Мастер спорта СССР : 1973
- Заслуженный тренер Украины : 1997